# Xurshidabonu Xolliyeva
Xurshidabonu Xolliyeva (* 26. November 2001) ist eine usbekische Hürdenläuferin, die sich auf die 100-Meter-Distanz spezialisiert hat.

## Sportliche Laufbahn
Erste internationale Erfahrungen sammelte Xurshidabonu Xolliyeva im Jahr 2022, als sie bei den Islamic Solidarity Games in Konya in 13,90 s den sechsten Platz im 100-Meter-Hürdenlauf belegte und mit der usbekischen 4-mal-100-Meter-Staffel nicht ins Ziel kam.
In den Jahren 2019 und 2021 wurde Xolliyeva usbekische Meisterin im 400-Meter-Hürdenlauf.

## Persönliche Bestleistungen
- 100 m Hürden: 13,87 s (−0,4 m/s), 27. Mai 2022 in Taschkent
  - 60 m Hürden (Halle): 8,66 s, 2. Februar 2020 in Istanbul
- 400 m Hürden: 61,54 s, 15. Mai 2021 in Taschkent